# Relaciones Hungría-México
El primer contacto entre Hungría y México se remontan al breve reinado del emperador Maximiliano de México, de 1864 a 1867. Las relaciones diplomáticas con el Imperio austrohúngaro se establecieron en 1901 y continuo con la independencia de Hungría en 1918 después de la disolución del imperio austrohúngaro, sin embargo, relaciones diplomáticas se suspendieron de nuevo entre 1941 y 1974. Relaciones diplomáticas entre ambas naciones se restablecieron el 14 de mayo de 1974 y han continuado sin cesar desde entonces.
Ambas naciones son miembros de las Naciones Unidas y la Organización para la Cooperación y el Desarrollo Económicos.

## Historia

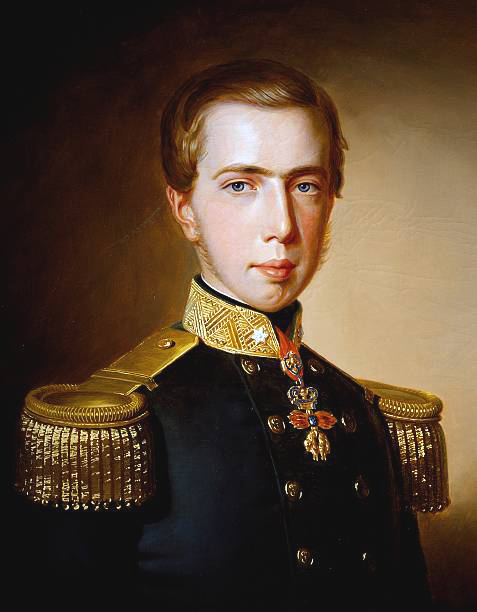
Retrato del Príncipe Fernando Maximiliano de Austria, Príncipe de Hungría, Bohemia y Croacia y futuro Emperador de México.

En 1861, el emperador francés Napoleón III Bonaparte trató de ampliar su imperio e invadió México. El Imperio francés, junto con húsares húngaros, tomaron control del país. El primer contacto oficial entre el Reino de Hungría y México comenzó con la llegada del Emperador Maximiliano de la Casa de Habsburgo, quien gobernó México desde 1864 hasta 1867 y fue hermano de Franz Joseph I, Emperador de Austria y Rey de Hungría. El Emperador Maximiliano residió en Castillo de Chapultepec mientras estaba en la Ciudad de México; lo cual ahora sirve como museo con muebles y obras de arte de la década de 1860 del Imperio austrohúngaro. 
Durante la Toma de la Ciudad de México, soldados húngaros lucharon para mantener el control de la ciudad ante las fuerzas republicanas mexicanas. En junio de 1867, las fuerzas republicanas tomaron la Ciudad de México y los soldados húngaros restantes fueron devueltos a Europa. En 1867, el Imperio austrohúngaro rompió relaciones diplomáticas con México después del fusilamiento del emperador Maximiliano.
Después de Primera Guerra Mundial, el Imperio austrohúngaro se desmoronó y Hungría se convirtió nuevamente en una nación independiente en 1918. En 1925, México acreditó su primera legación diplomática a Hungría con sede en Italia y nombró a Carlos Puig y Casauranc como su primer delegado en Hungría en 1927. El primer representante húngaro acreditado en México fue el conde László Széchenyi, jefe de la legación húngara con sede en Washington D. C. En 1925 el conde Széchenyi visitó México.
Durante la Segunda Guerra Mundial, México suspendió las relaciones diplomáticas con Hungría en 1941. Las relaciones diplomáticas entre ambas naciones se restablecieron el 14 de mayo de 1974. En septiembre de 1976, México abrió una embajada en Budapest.
En 1977, Pál Losonczi, jefe del Consejo Presidencial de la Hungría visitó México. En julio de 1992, el presidente mexicano Carlos Salinas de Gortari realizó la primera visita de estado de un presidente mexicano a Hungría. En abril de 1997, el presidente húngaro Árpád Göncz realizó una visita de Estado a México, en el marco de una gira por América Latina. En esa ocasión, el entonces presidente de México, Ernesto Zedillo y el presidente de Hungría reiteraron el deseo de fortalecer el diálogo político en todos los niveles e impulsar la cooperación en todos los ámbitos. El presidente Ernesto Zedillo distinguió al presidente Árpád Göncz con la Orden Mexicana del Águila Azteca y el Mandatario húngaro le confirió al presidente de México la Condecoración de la Gran Cruz de la Orden del Mérito de la República de Hungría. En 2004, el presidente mexicano Vicente Fox visitó Hungría para discutir un futuro acuerdo de cooperación económica que impulsaría las relaciones económicas y comerciales.
En enero de 2023, el canciller húngaro Péter Szijjártó realizó una visita a México y se reunió con su homólogo Marcelo Ebrard. Los dos cancilleres discutieron sobre cooperación y comercio y afirmaron que tanto México como la Unión Europea requerían un acuerdo de cooperación mejorado, lo cual fue firmado hace veinte años antes.
En 2024, ambas naciones celebraron 50 años de relaciones diplomáticas.

## Visitas de alto nivel
Visitas de alto nivel de Hungría a México
- Jefe del Consejo Presidencial Pál Losonczi (1977)
- Secretario de Estado Ferenc Somogyi (1991)
- Ministro de Relaciones Exteriores Géza Jeszenszky (1992)
- Secretario de Estado István Szent-Iványi (1997)
- Presidente Árpád Göncz (1997)
- Primer ministro Viktor Orbán (2001)
- Primer ministro Péter Medgyessy (2004)
- Ministro de Relaciones Exteriores Péter Szijjártó (2015, 2019, 2023)

Visitas de alto nivel de México a Hungría
- Secretario de Relaciones Exteriores Fernando Solana (1990)
- Presidente Carlos Salinas de Gortari (1992)
- Secretario de Relaciones Exteriores Rosario Green (1998)
- Presidente Vicente Fox (2004)
- Subsecretaria de Relaciones Exteriores Lourdes Aranda Bezaury (2005, 2010)

## Acuerdos bilaterales
Ambas naciones han firmado varios acuerdos bilaterales, como un Acuerdo Comercial (1975); Acuerdos sobre la abolición de visados en pasaportes ordinarios y no ordinarios (1990); Acuerdo de Cooperación Científica y Técnica (1992); Acuerdo de Cooperación Turística (1992); Acuerdo sobre transporte aéreo (1997); Acuerdo de inversiones (1997); Acuerdo de Cooperación Educativa y Cultural (1998); Acuerdo de Cooperación Económica (2007); Acuerdo para Evitar la Doble Imposición y Prevenir la Evasión Fiscal en Materia de Impuestos sobre la Renta (2011); Acuerdo entre la Cámara Nacional de Comercio de Hungría y ProMéxico (2015) y un Memorando de Entendimiento sobre la colaboración entre las instituciones diplomáticas de ambas naciones (2020).

## Comercio
En 1997, México firmó un Tratado de Libre Comercio con la Unión Europea (la cual también incluye a Hungría). Desde entonces, el comercio entre las dos naciones ha aumentado dramáticamente. En 2023, el comercio total entre Hungría y México ascendió a $2.3 mil millones de dólares. Las principales exportaciones de Hungría a México incluyen: motores de combustión interna de émbolo de encendido por compresión; automóviles y otros vehículos, partes y accesorios para vehículos automotores, instrumentos, aparatos y máquinas; artículos de hierro y acero, artículos de plástico, medicamentos, y fibra de vidrio. Las principales exportaciones de México a Hungría incluyen: partes y accesorios para máquinas, máquinas de procesamiento de datos, teléfonos y teléfonos móviles, partes y accesorios para vehículos automotores, artículos de piedra y minerales, níquel, productos químicos, pieles, y alcohol.
Empresas multinacionales húngaras como Graphisoft y Gedeon Richter Ltd. opera en México. La empresa multinacional mexicana Nemak opera una planta de producción en la ciudad húngara de Győr.

## Enlaces científicos y culturales
El húngaro Géza Maróti contribuyó el escultura de bronce en la parte superior de la cúpula del Palacio de Bellas Artes de la Ciudad de México y otras obras dentro de este edificio lo cual fue completado en 1934. Gunther Gerzso, otro mexicano de ascendencia húngara, fue pintor, diseñador y director y guionista de cine y teatro. Jorge Mester, un conductor y violinista nacido en la Ciudad de México de padres que habían emigrado de Hungría. Ha dirigido muchos de los conjuntos principales del mundo, incluyendo la Sinfonía de Boston, la Orquesta Sinfónica de Detroit y la Royal Philharmonic Orchestra. George Rosenkranz, nacido en Hungría en 1916, fue un destacado científico en la investigación de esteroides que pasó la mayor parte de su vida en México.

## Misiones diplomáticas residentes
- Hungría tiene una embajada en la Ciudad de México.[16]
- México tiene una embajada en Budapest.[17]

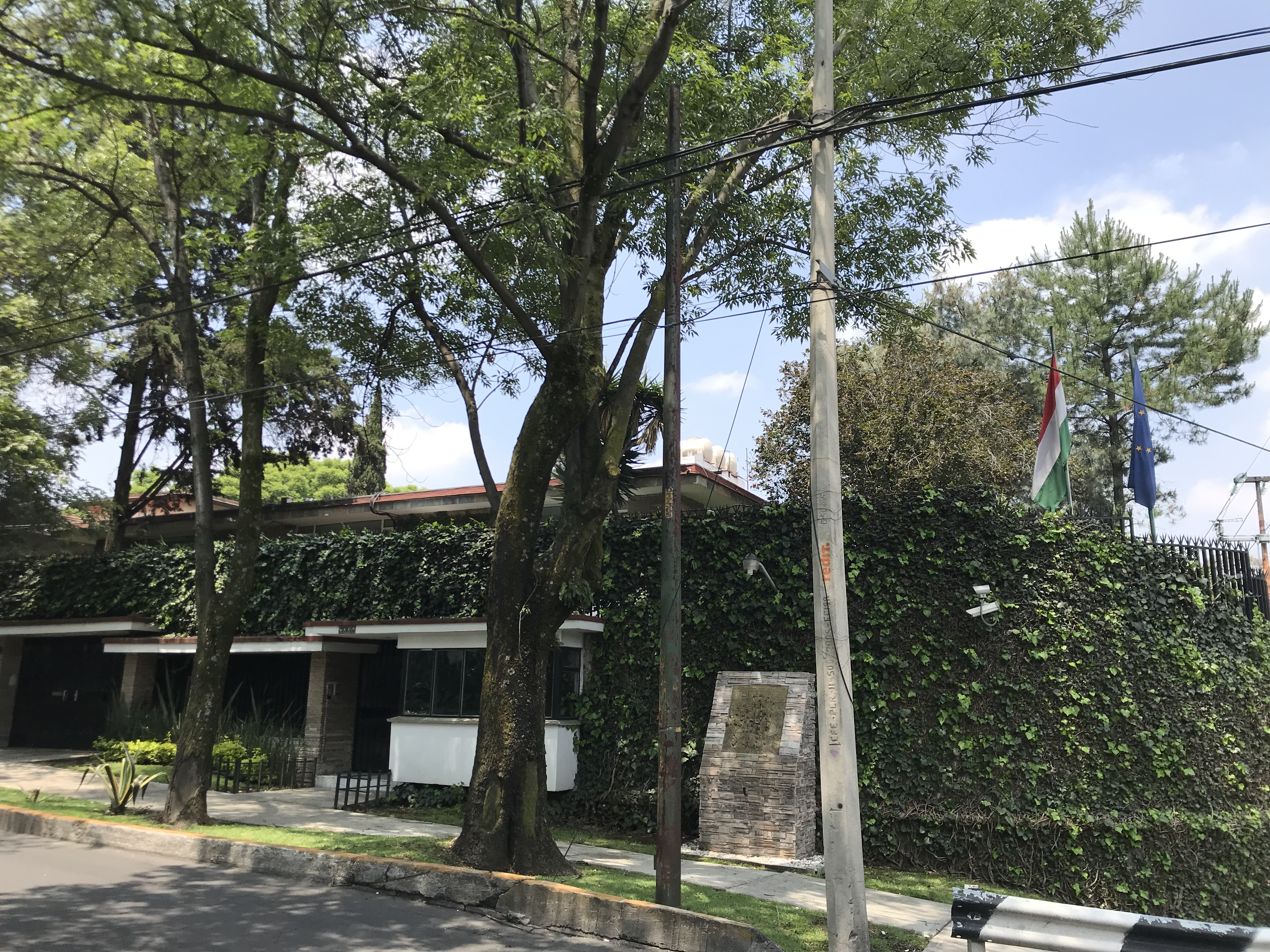
Embajada de Hungría en la Ciudad de México
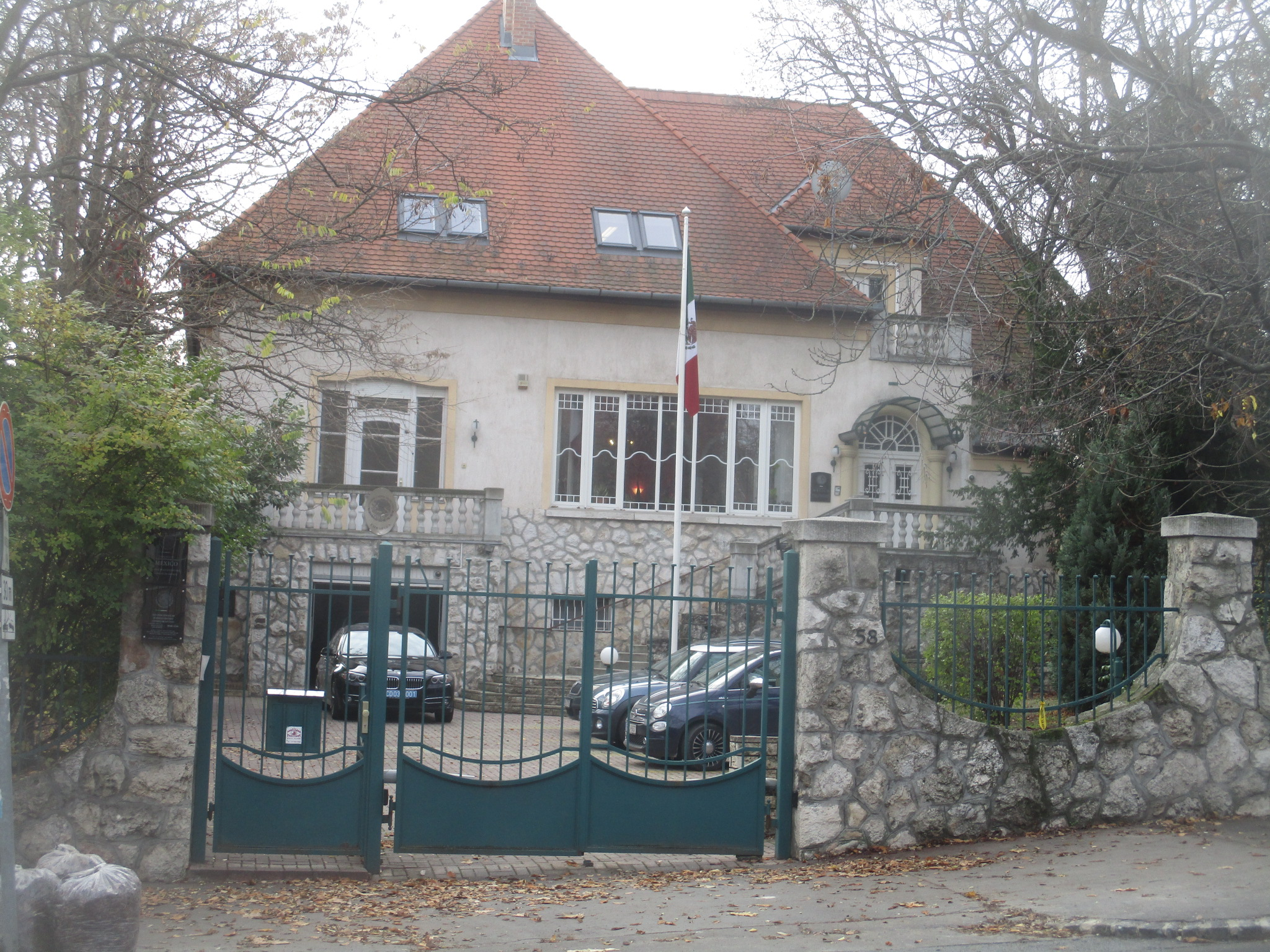
Embajada de México en Budapest